# 前橋二十五人衆

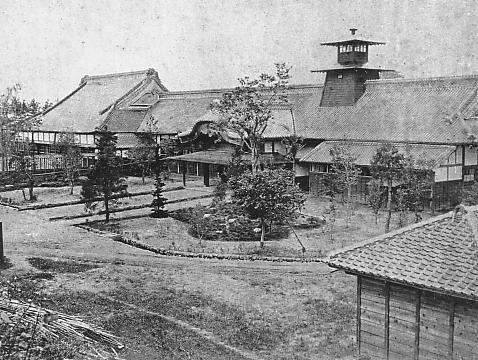
群馬県庁（明治時代）

前橋二十五人衆（まえばしにじゅうごにんしゅう）は、明治時代初期、群馬県令楫取素彦と協力して前橋に県庁を誘致した前橋の有力者25名を指す。

## 概要

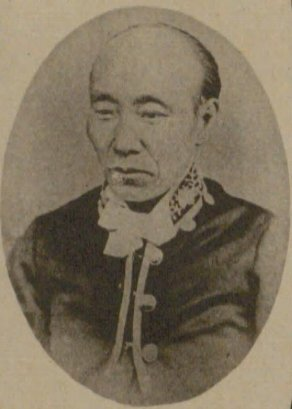
楫取素彦

楫取素彦が県令を務めた熊谷県は、養蚕・製糸業が盛んなうえ狭山茶の産地でもあり、当時の日本経済の屋台骨であった。その熊谷県が、1876年（明治9年）に群馬県と埼玉県に分割され、楫取素彦は第2次群馬県の初代県令となった。当初県庁は高崎に置かれることになったため、楫取素彦は高崎町民に協力を求めたが得られなかった。そこで下村善太郎を中心とした前橋の有力者25名は、師範学校の建設や衛生局の設立などに私財を投じ、物心両面から楫取の県政を支える決意を示した。楫取素彦はその熱意に感動し、県庁を前橋に移す決心を固めた。1881年（明治14年）に県庁が前橋に置かれることになり街の繁栄の基礎が築かれた。
県庁移転費用調達の協議会では、下村善太郎が「一万両出すから」と口火を切り、ある富豪に「三千両出してもらえないか」と持ちかけたところ、「二十両でも出せない」と嫌がったため、怒った勝山宗三郎がこの富豪の頭を二つ殴り、「一打ちが千両として、二つ打ったから二千両増して（私の分と合わせ）三千両出しましょう」と言ったので、目標金額の三万両は即座に集まったという。
中心人物の下村善太郎は後に初代前橋市長となった。1917年（大正6年）4月、前橋市制施行25周年を記念して、下村善太郎像（当時、前橋公園内）の前に「県治記念碑」が建設され、そこに25人の氏名が記された。なお、下村善太郎像は戦争で供出されてしまったが、県治記念碑は、前橋東照宮の南側、前橋公園休憩スペース北側に移設されており、今でも見ることができる。

## 二十五人の氏名・寄付金額

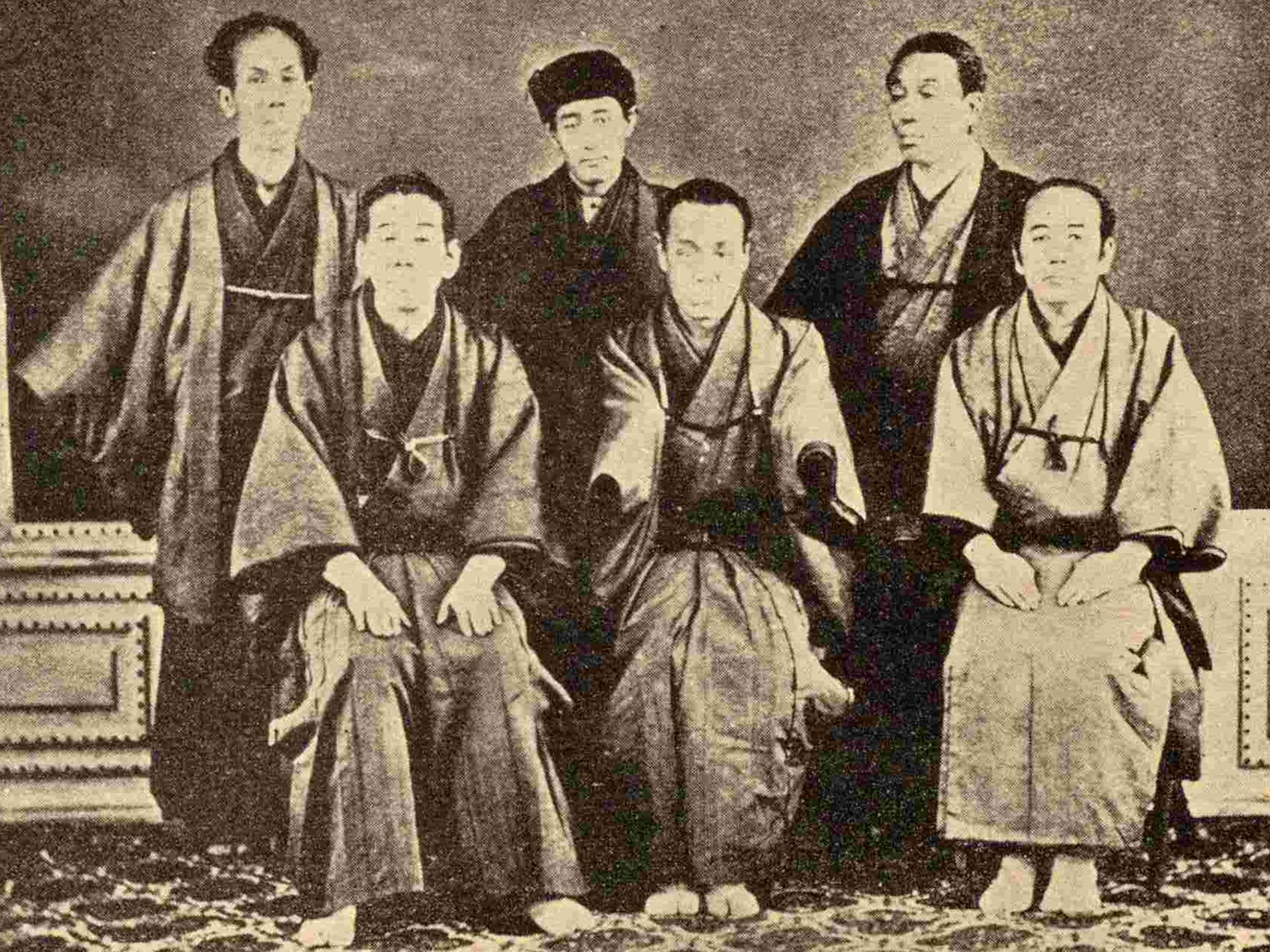
県庁誘致に活躍した人々。前列右から横川重兵衛、勝山宗三郎、下村善太郎、後列右から大島喜六、竹内勝蔵、勝山源三郎。

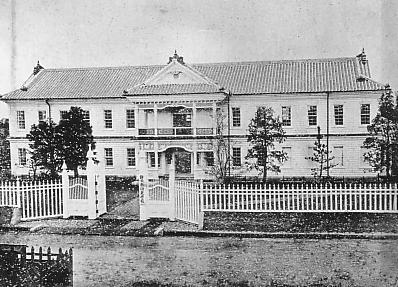
群馬県師範学校

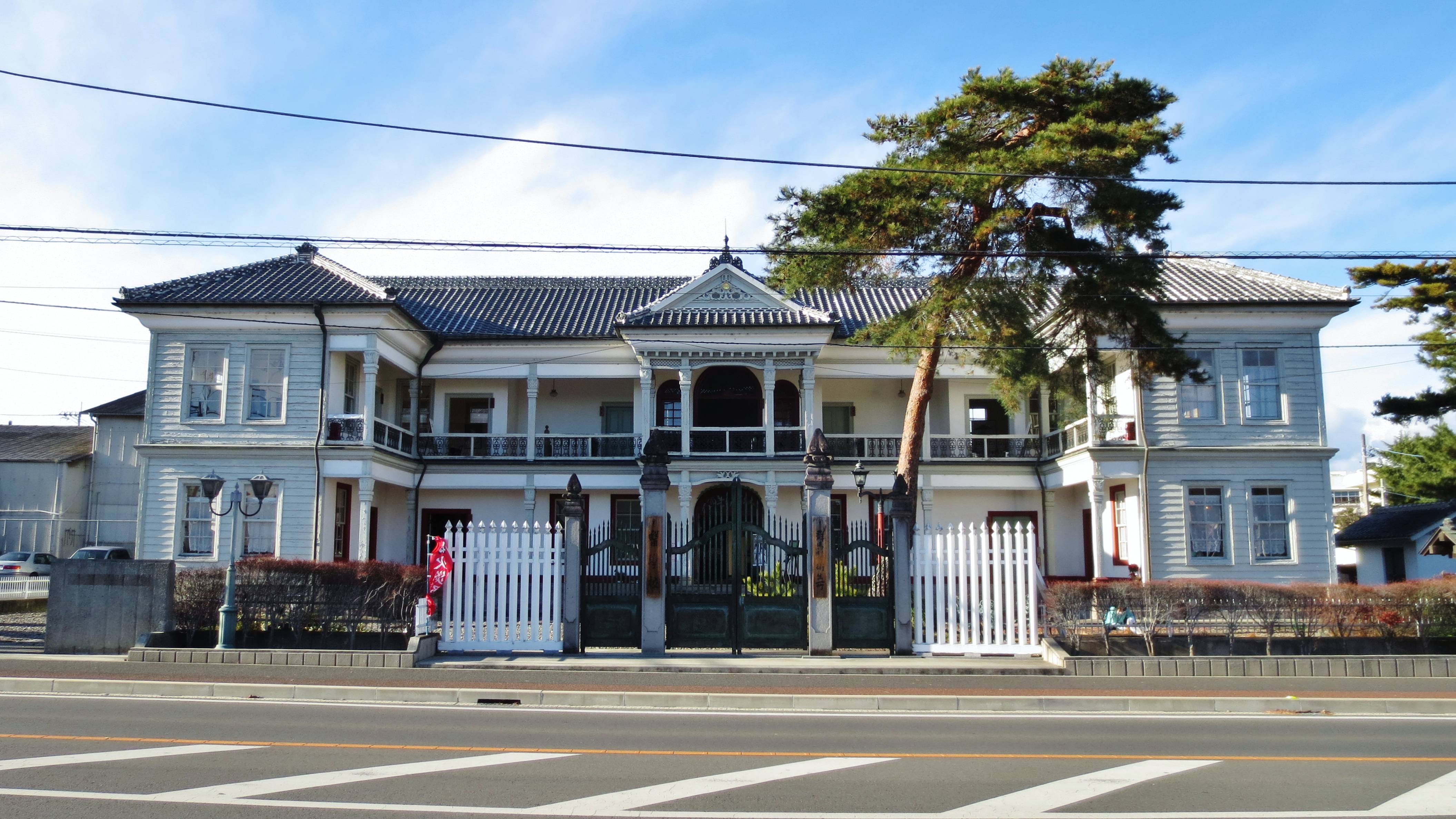
旧群馬県衛生所（現・桐生明治館）

明治9年12月25日付の「御移庁に付為移転諸経営出金願」による。
- 下村善太郎（生糸商・初代前橋市長） - 金壱万円
- 勝山宗三郎（質商・唐物商） - 金参千円
- 須田伝吉（紙・油・ろうそく商） - 金千円
- 大島喜六（魚問屋） - 金五百円
- 荒井友七（金物商小松屋本店） - 金七百円
- 荒井久七（小松屋陶器店） - 金五百円
- 横川重七（河内屋呉服太物商） - 金五百円
- 生方八郎 - 金四百円
- 横川吉次郎（呉服商・生糸商） - 金参百円
- 久野幸八 - 金五百円
- 市村良平（生糸業） - 金弐千円
- 竹内勝蔵 - 金千円
- 勝山源三郎 - 金千円
- 八木原三代吉（大地主） - 金参百円
- 串田宗三郎 - 金参百円
- 江原芳平（生糸業） - 金弐千円
- 田部井惣助（生糸商） - 金参百円
- 中島政五郎（肥料商・糸繭商） - 金四百円
- 太田利喜蔵（酒造業・生糸業） - 金参百円
- 武田友七郎（繭糸商） - 金弐百円
- 鈴木久太郎（荒物雑貨商） - 金参百円
- 深町代五郎（味噌醤油醸造業） - 金四百円
- 筒井勝次郎（油商） - 金百五十円
- 桑原寿平（薬種商） - 金百五十円
- 松井林吉（糸繭商） - 金参百円

以上の寄付二万六千五百円は県庁員の官舎建築に充てられ、師範学校・衛生局の新築には再度下村善太郎ら26名が四千円の寄付を行い、明治10年2月に寄付願を提出している。
これら願書に先立つ明治9年9月に仮県庁が前橋に置かれ、官舎・衛生局・師範学校等の諸設備の整備を進めた結果、明治14年2月26日に晴れて正式に県庁が前橋に移転した。

## 前橋町人の寄付文化
県庁移転以前にも、前橋町人は生糸などであげた利益を自らの懐に貯めこむのではなく、町の発展のために進んで寄付をおこなっていた。

### 前橋城再築

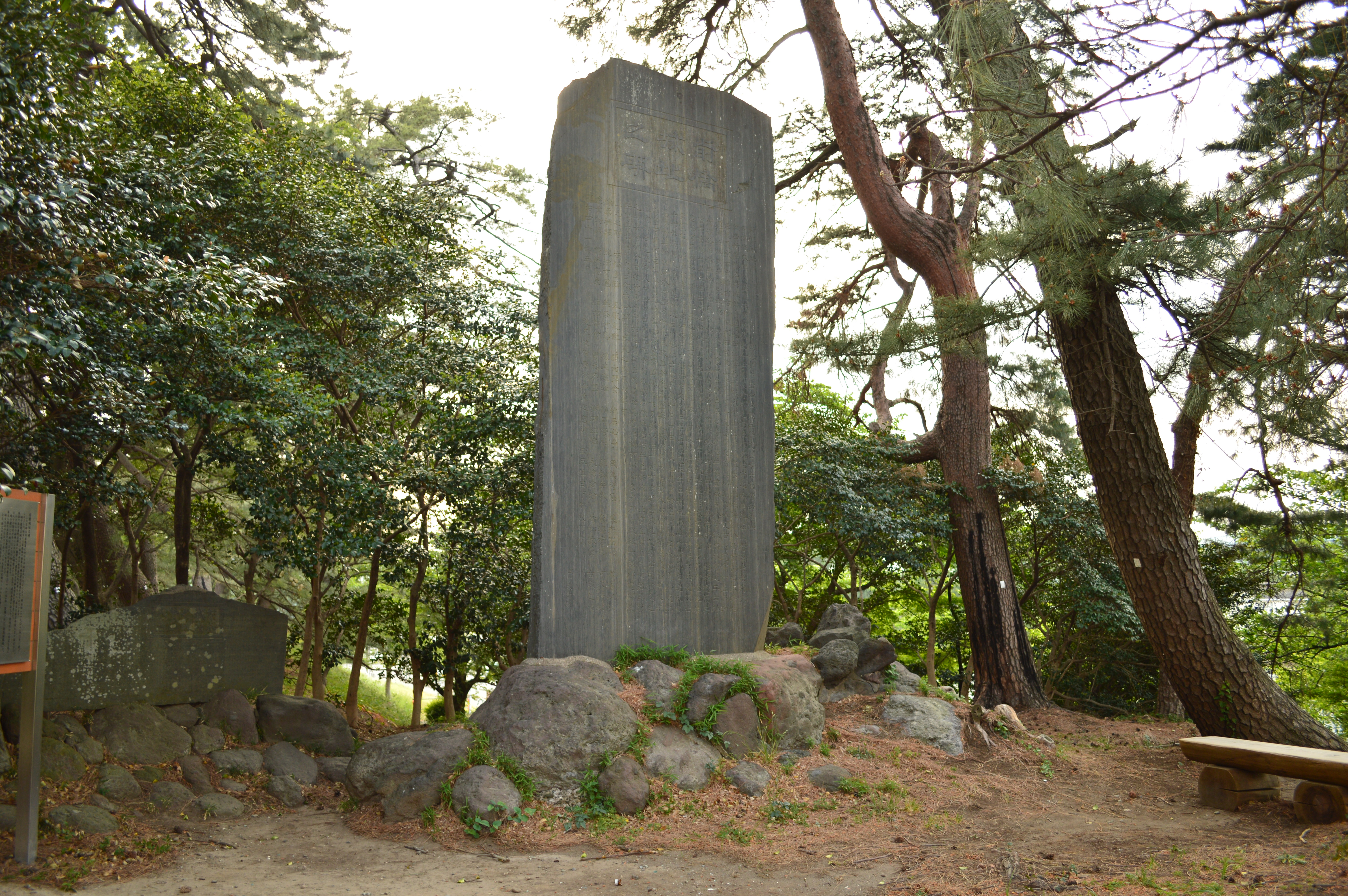
前橋城址

江戸時代末期、度重なる利根川の洪水で侵食された前橋城から藩主が川越へ去った（明和4年）後、町の衰退を嘆いた領民たちは藩主の帰城を画策し、嘆願書を提出するなどしていた。しかし、当時の幕府は城の増改築でさえ認めることはまれであった。しかも、移転に際しては莫大な費用と労力を要することから、実現させることは非常に困難であった。
しかし、その後、利根川の氾濫に対して治水事業が進んだことから、天保年間には前橋城廃城の直接の原因は取り除かれていた。その後も、町人有志の嘆願は続き、ついに前橋藩から城再築内願書が提出されることとなった（文久2年）。その後も2度にわたって城再築内願書が提出された結果、幕府から前橋城再築と藩主松平直克の移城が内諾された。この時、前橋藩松平家は歴代続いている財政の窮乏状態に加え、台場警備などの財政負担もあり財政的には多難な時であった。そこで期待されたのが領民からの調達金である。未だ再築許可の下りない時点で町民有志荒井久七（七百両）らから一万両ほどの再築資金が集まっていた。大口出資者は主に生糸商人と米商人であり、彼らを中心に多くの町人たちがほとんど全町をあげて再築に協力しようとした。最終的には七万両あまりが調達された。

### 臨江閣建設

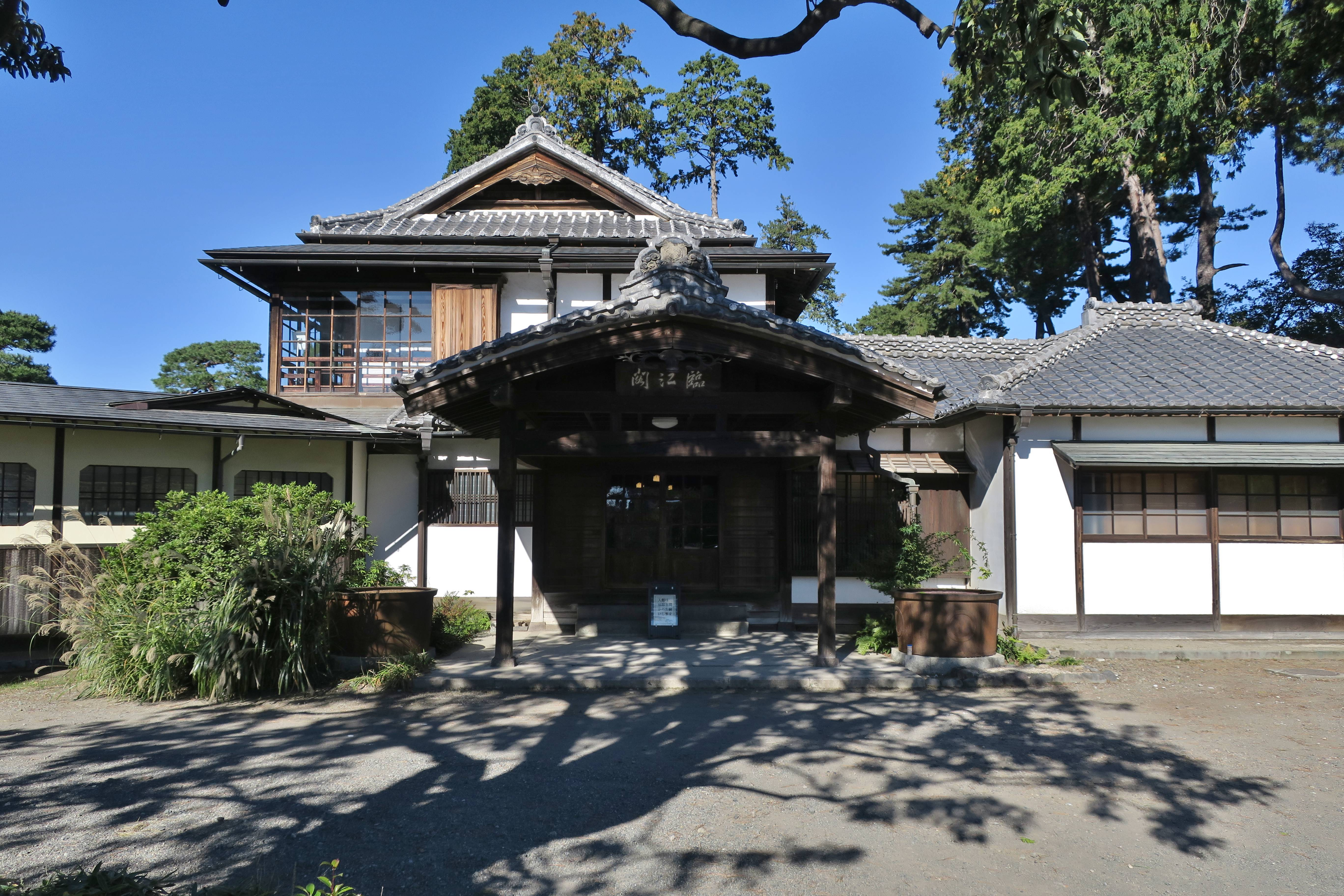
臨江閣本館

臨江閣本館は1884年（明治17年）9月県令楫取素彦の提案により下村善太郎ら地元有志や企業等の寄付により迎賓館として建てられた。1893年（明治26年）の明治天皇の行幸の際に行在所として使われたのを始め、大正天皇も滞在するなど、多くの皇族が利用した。
また、本館建設にあたって市内の有志が惜しみなく協力したことに感動した楫取素彦を始めとする県職員は、茶室を寄贈した。茶席はわびに徹した草庵茶室で、京都の茶室大工今井源兵衛によって明治17年11月に完成した。